# The Cassandra Crossing
The Cassandra Crossing (bra: A Travessia de Cassandra; prt: Cassandra Crossing) é um filme ítalo-teuto-britânico de 1976, dos gêneros drama, ação e suspense, dirigido por George P. Cosmatos.
Realizado em Technicolor e Panavision, reúne um grande elenco de astros internacionais, com produção do magnata europeu Sir Lew Grade e do produtor italiano Carlo Ponti. Ponti também explorou a possibilidade do filme ser uma grande vitrine para sua esposa, Sophia Loren.

## Elenco
- Sophia Loren...Jennifer Rispoli Chamberlain
- Richard Harris...Dr. Jonathan Chamberlain
- Burt Lancaster...Coronel Stephen MacKenzie
- Martin Sheen...Robby Navarro
- Lee Strasberg...Herman Kaplan
- Ava Gardner...Nicole Dressler
- Ingrid Thulin...Dr. Elena Stradner
- O. J. Simpson...Haley
- Lionel Stander...Max (maquinista)
- Alida Valli...Nanny
- Ann Turkel...Susan
- John Phillip Law...Major Stack
- Lou Castel...terrorista sueco
- Ray Lovelock...Tom
- John P. Dulaney...Bobby
- Thomas Hunter...Capitão Scott
- Fausta Avelli...Caterina

## Sinopse
Terroristas suecos tentam explodir um prédio norte-americano da Organização Internacional da Saúde em Genebra e dois deles são mortos e um terceiro foge, contaminado com germes de uma epidemia mortal (vagamente mencionada como uma espécie de peste bubônica). O coronel da Inteligência Militar dos Estados Unidos Stephen Mackenzie, auxiliado pela especialista sueca em patologias Drª. Elena Stradner, é chamado para acompanhar o caso e descobre que o terrorista sobrevivente apanhou o trem que parte de Genebra até Estocolmo. No trem, está o renomado médico neurologista Dr. Jonathan Chamberlain e sua ex-esposa, a escritora Jennifer Rispoli Chamberlain. O coronel contata Chamberlain e explica a situação, dizendo que o trem deverá ser lacrado e que os passageiros ficarão de quarentena num campo de refugiados em Janov na Polônia. Para isso, a composição será desviada para uma antiga ferrovia usada pelos nazistas e abandonada em 1948, que inclui uma passagem por uma ponte perigosa conhecida como "Travessia de Cassandra".

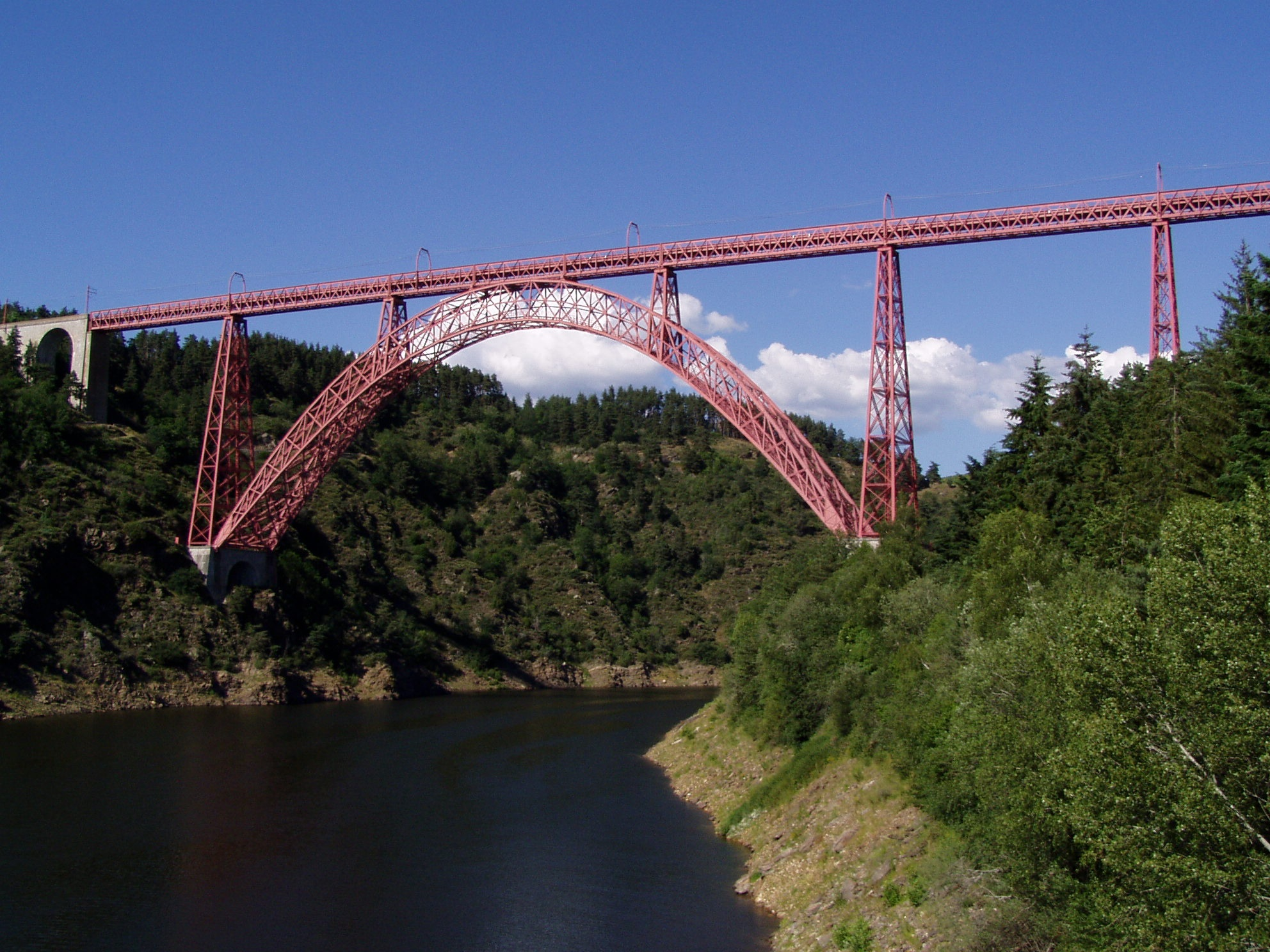
A ponte em arco Garabit usada para representar a abandonada "Travessia de Cassandra"

## Produção
Os estúdios Cinecittà em Roma foram usados para as filmagens dos interiores, com locações na França e Suíça para a maioria das cenas externas. A ponte em arco de aço Garabit no sudeste da França, construída entre 1880 e 1884 por Gustave Eiffel, o mesmo da Torre Eiffel, representa a "Travessia de Cassandra".
No começo do filme, os passageiros chegam à estação de Genebra para embarcarem no trem. As filmagens foram feitas na realidade na estação central de Basileia. Quando o Dr. Chamberlain entra na estação, podem ser avistados os bondes em cor verde (pertencentes a companhia de transporte público da Basileia - BVB), e a Praça da Estação Central pode ser avistada ao fundo. Muitas cenas foram filmadas na ferrovia entre Basileia – Delémont – Porrentruy; a ponte ferroviária  de Saint-Ursanne pode ser reconhecida.
A maior parte dos efeitos especiais envolvem maquetes e modelos em escala que foram bem eficientes, apesar dos cenógrafos do estúdio incluírem uma típica locomotiva a diesel que não se assemelha as cenas da locação, com pantógrafos para a ligação com a rede elétrica.
Foi oferecido o papel principal a Peter O'Toole que recusou. Richard Harris entrou no seu lugar.
The Cassandra Crossing foi apenas o segundo filme de Lee Strasberg. Ava Gardner afirmou (em tradução livre, como as demais): "a verdadeira razão para eu estar nesse filme é dinheiro, baby, pura e simples" Tom Mankiewicz, que trabalhou no roteiro, o apelidou de "A torre de Germes" (referência ao filme catástrofe "Inferno na Torre" de 1974).

## Recepção
The Cassandra Crossing não teve boas críticas nem causou boas reações no público norte-americano que já estava se cansando dos filmes catástrofes. Planejado como um veículo para a estrela Sophia Loren, a maior parte das escolhas do elenco foram decisões ilógicas conforme anotou Richard Eder do The New York Times,
A maioria das resenhas contemporâneas também destacou em comum a trama implausível apesar de elogios à cinematografia e a música de Jerry Goldsmith, consideradas elementos notáveis. Variety criticou o filme como "... um cansativo, piegas e algumas vezes inadvertidamente engraçado filme catástrofe com um trem com passageiros contaminados abandonados à própria sorte.".
O filme foi vaiado e apupado numa apresentação prévia para os críticos.
O grafismo das cenas em que muitos passageiros são mortos na sequência final causou uma classificação "R" para exibição nos cinemas norte-americanos e levou a versões "censuradas" e "sem censura" para os lançamentos posteriores em vídeos

### Bilheteria
The Cassandra Crossing, apesar de tudo, deu lucros.